# 第13回衆議院議員総選挙
第13回衆議院議員総選挙（だい13かいしゅうぎいんぎいんそうせんきょ）は、1917年（大正6年）4月20日に日本で行われた帝国議会（衆議院）議員の総選挙である。

## 選挙データ

### 内閣
- 寺内正毅内閣

### 解散日
- 1917年（大正6年）1月25日

### 公示日
- 1917年（大正6年）1月31日

### 投票日
- 1917年（大正6年）4月20日

### 改選数
- 381

### 選挙制度
- 大選挙区制（一部1人区制）
- 制限投票
  - 直接国税10円以上納税の満25歳以上の男性
  - 有権者　142万2126

## 選挙結果

### 投票率
- 91.92%（前回比0.21%）

### 党派別獲得議席
- 立憲政友会　163議席[1]

総裁＝原敬、幹事長＝江藤哲蔵
- 憲政会　121議席[1]

総裁＝加藤高明、幹事長＝富田幸次郎
- 立憲国民党　36議席[1]

総理＝犬養毅
- 中立（無所属）61議席[1]

## 議員

### 当選者
立憲政友会   憲政会   立憲国民党   中立 
※北海道の「○○等」は○○の周辺の複数の支庁管内を示す。
| 北海道   | 札幌   | 中西六三郎     | 函館         | 佐々木平次郎 | 小樽         | 金子元三郎   |              |            |            |            |            |
| 北海道   | 函館等 | 吉田三郎右衛門 | 札幌等       | 東武         | 根室等       | 小池仁郎     |              |            |            |            |            |
| 青森県   | 弘前   | 伊東重         | 青森         | 工藤卓爾     |              |              |              |            |            |            |            |
| 青森県   | 郡部   | 鳴海文四郎     | 野村治三郎   | 菊池良一     | 阿部武智雄   |              |              |            |            |            |            |
| 岩手県   | 盛岡   | 原敬           |              |              |              |              |              |            |            |            |            |
| 岩手県   | 郡部   | 高橋嘉太郎     | 工藤吉次     | 柵瀬軍之佐   | 阿部徳三郎   | 川村精之     |              |            |            |            |            |
| 宮城県   | 仙台   | 岩崎総十郎     |              |              |              |              |              |            |            |            |            |
| 宮城県   | 郡部   | 小山東助       | 斎藤二郎     | 沢来太郎     | 亘理胤正     | 藤沢幾之輔   | 遠藤良吉     |            |            |            |            |
| 秋田県   | 秋田   | 田中隆三       |              |              |              |              |              |            |            |            |            |
| 秋田県   | 郡部   | 池田亀治       | 榊田清兵衛   | 斎藤宇一郎   | 町田忠治     | 高橋本吉     | 添田飛雄太郎 |            |            |            |            |
| 山形県   | 山形   | 戸狩権之助     | 米沢         | 小林源蔵     |              |              |              |            |            |            |            |
| 山形県   | 郡部   | 高橋辰二       | 熊谷直太     | 斎藤紀一     | 伊東知也     | 大石五郎     | 関原弥里     |            |            |            |            |
| 福島県   | 若松   | 白井新太郎     |              |              |              |              |              |            |            |            |            |
| 福島県   | 郡部   | 河野広中       | 堀切善兵衛   | 八田宗吉     | 近藤達児     | 半谷清寿     | 高岡唯一郎   | 石射文五郎 | 平島松尾   |            |            |
| 茨城県   | 水戸   | 小山田信蔵     |              |              |              |              |              |            |            |            |            |
| 茨城県   | 郡部   | 根本正         | 大津淳一郎   | 小久保喜七   | 宮本逸三     | 尾見浜五郎   | 鈴木錠蔵     | 河野正義   | 原脩次郎   | 川村惇     |            |
| 栃木県   | 宇都宮 | 上野松次郎     |              |              |              |              |              |            |            |            |            |
| 栃木県   | 郡部   | 横田千之助     | 戸叶薫雄     | 渡辺陳平     | 田村順之助   | 高田耘平     | 石川玄三     |            |            |            |            |
| 群馬県   | 前橋   | 平田健太郎     | 高崎         | 土谷全次     |              |              |              |            |            |            |            |
| 群馬県   | 郡部   | 武藤金吉       | 田島達策     | 斎藤寿雄     | 今井今助     | 本間三郎     | 児玉右二     |            |            |            |            |
| 埼玉県   | 全県   | 指田義雄       | 秦豊助       | 加藤政之助   | 斎藤安雄     | 斎藤珪次     | 粕谷義三     | 高木利平   | 福田辰五郎 | 長島律太郎 |            |
| 千葉県   | 全県   | 鵜澤總明       | 吉植庄一郎   | 木村政次郎   | 関和知       | 津田毅一     | 鵜沢宇八     | 柏原文太郎 | 磯野敬     | 加瀬禧逸   | 土屋清三郎 |
| 神奈川県 | 横浜   | 若尾幾造       | 島田三郎     |              |              |              |              |            |            |            |            |
| 神奈川県 | 郡部   | 小塩八郎右衛門 | 小泉又次郎   | 戸井嘉作     | 赤尾彦作     | 松本剛吉     | 中川隣之輔   |            |            |            |            |
| 山梨県   | 甲府   | 若尾璋八       |              |              |              |              |              |            |            |            |            |
| 山梨県   | 郡部   | 望月小太郎     | 河西豊太郎   | 生原忠右衛門 | 牛田唯一     |              |              |            |            |            |            |
| 東京府   | 東京   | 鳩山一郎       | 鈴木梅四郎   | 高木益太郎   | 黒須竜太郎   | 金杉英五郎   | 関直彦       | 横山勝太郎 | 磯部尚     | 三木武吉   | 頼母木桂吉 |
| 東京府   | 東京   | 古島一雄       |              |              |              |              |              |            |            |            |            |
| 東京府   | 郡部   | 高木正年       | 秋本喜七     | 前田米蔵     | 村野常右衛門 | 漆昌巌       |              |            |            |            |            |
| 新潟県   | 新潟   | 関矢儀八郎     |              |              |              |              |              |            |            |            |            |
| 新潟県   | 郡部   | 久須美東馬     | 田辺熊一     | 高橋光威     | 丸山豊治郎   | 高鳥順作     | 野口孝治     | 大竹貫一   | 桜井庄平   | 牧口義矩   | 竹村良貞   |
| 新潟県   | 郡部   | 坂口仁一郎     | 丸山嵯峨一郎 | 佐渡         | 山本悌二郎   |              |              |            |            |            |            |
| 富山県   | 富山   | 高見之通       | 高岡         | 菅野伝右衛門 |              |              |              |            |            |            |            |
| 富山県   | 郡部   | 広瀬鎮之       | 上埜安太郎   | 山田正年     | 野村嘉六     | 森丘覚平     |              |            |            |            |            |
| 石川県   | 金沢   | 中橋徳五郎     |              |              |              |              |              |            |            |            |            |
| 石川県   | 郡部   | 桜井兵五郎     | 米田穣       | 浅野順平     | 戸水寛人     | 西村正則     |              |            |            |            |            |
| 福井県   | 福井   | 松井文太郎     |              |              |              |              |              |            |            |            |            |
| 福井県   | 郡部   | 柳原九兵衛     | 熊谷五右衛門 | 横井藤四郎   | 今村七平     |              |              |            |            |            |            |
| 長野県   | 長野   | 諏訪部庄左衛門 |              |              |              |              |              |            |            |            |            |
| 長野県   | 郡部   | 小川平吉       | 南沢宇忠治   | 小田切磐太郎 | 百瀬清治     | 降旗元太郎   | 工藤善助     | 植原悦二郎 | 岡部次郎   | 樋口秀雄   |            |
| 岐阜県   | 岐阜   | 河崎助太郎     |              |              |              |              |              |            |            |            |            |
| 岐阜県   | 郡部   | 古屋慶隆       | 佐々木文一   | 牧野鉄九郎   | 永田吉右衛門 | 匹田鋭吉     | 長尾元太郎   | 松岡勝太郎 |            |            |            |
| 静岡県   | 静岡   | 尾崎元次郎     |              |              |              |              |              |            |            |            |            |
| 静岡県   | 郡部   | 北井波治目     | 岩崎勲       | 清崟太郎     | 小泉策太郎   | 気賀勘重     | 松浦五兵衛   | 杉山東太郎 | 鈴木富士彌 | 加藤定吉   |            |
| 愛知県   | 名古屋 | 小山松寿       | 磯貝浩       |              |              |              |              |            |            |            |            |
| 愛知県   | 郡部   | 滝正雄         | 清水市太郎   | 三輪市太郎   | 小山温       | 大口喜六     | 奥村三樹之助 | 日比野寛   | 田中善立   | 堀尾茂助   | 大島久満次 |
| 愛知県   | 郡部   | 鈴置倉次郎     |              |              |              |              |              |            |            |            |            |
| 三重県   | 津     | 越山太刀三郎   | 四日市       | 井島茂作     |              |              |              |            |            |            |            |
| 三重県   | 郡部   | 天春文衛       | 尾崎行雄     | 浜田国松     | 小林嘉平治   | 佃安之丞     | 堀川美哉     | 川崎克     |            |            |            |
| 滋賀県   | 大津   | 吉村鉄之助     |              |              |              |              |              |            |            |            |            |
| 滋賀県   | 郡部   | 藤井善助       | 吉田羊治郎   | 中村喜平     | 望月長夫     | 井上敬之助   |              |            |            |            |            |
| 京都府   | 京都   | 渡辺昭         | 小川郷太郎   | 森田茂       |              |              |              |            |            |            |            |
| 京都府   | 郡部   | 片岡直温       | 長田桃蔵     | 神谷卓男     | 川崎安之助   | 山口俊一     |              |            |            |            |            |
| 大阪府   | 大阪   | 白河次郎       | 上田弥兵衛   | 紫安新九郎   | 金沢仁作     | 今井嘉幸     | 河野徹志     | 堺         | 北田豊三郎 |            |            |
| 大阪府   | 郡部   | 高松正道       | 田中萬逸     | 片木政治郎   | 井原百介     | 本出保太郎   | 森秀次       |            |            |            |            |
| 兵庫県   | 神戸   | 野添宗三       | 坪田十郎     | 姫路         | 大森与三次   |              |              |            |            |            |            |
| 兵庫県   | 郡部   | 土井権大       | 下岡忠治     | 川口木七郎   | 中川幸太郎   | 横田孝史     | 広岡宇一郎   | 斎藤隆夫   | 小寺謙吉   | 唐端清太郎 | 正木照蔵   |
| 兵庫県   | 郡部   | 松本誠之       |              |              |              |              |              |            |            |            |            |
| 奈良県   | 奈良   | 上村耕作       |              |              |              |              |              |            |            |            |            |
| 奈良県   | 郡部   | 八木逸郎       | 中山梅治郎   | 今村勤三     | 上島長久     |              |              |            |            |            |            |
| 和歌山県 | 和歌山 | 大堀孝         |              |              |              |              |              |            |            |            |            |
| 和歌山県 | 郡部   | 中村啓次郎     | 隅田豊吉     | 岡崎邦輔     | 児玉亮太郎   | 前川虎造     |              |            |            |            |            |
| 鳥取県   | 鳥取   | 臼田久内       |              |              |              |              |              |            |            |            |            |
| 鳥取県   | 郡部   | 頭本元貞       | 奥田亀造     | 奥田柳蔵     |              |              |              |            |            |            |            |
| 島根県   | 松江   | 岡崎運兵衛     |              |              |              |              |              |            |            |            |            |
| 島根県   | 郡部   | 恒松隆慶       | 高橋久次郎   | 小川蔵次郎   | 島田俊雄     | 石田孝吉     | 隠岐         | 古川清     |            |            |            |
| 岡山県   | 岡山   | 有森新吉       |              |              |              |              |              |            |            |            |            |
| 岡山県   | 郡部   | 犬養毅         | 犬飼源太郎   | 高戸郁三     | 西村丹治郎   | 石黒涵一郎   | 小橋藻三衛   | 福井三郎   | 坂本金弥   |            |            |
| 広島県   | 広島   | 早速整爾       | 尾道         | 橋本太吉     |              |              |              |            |            |            |            |
| 広島県   | 郡部   | 荒川五郎       | 花井卓蔵     | 森本是一郎   | 井上角五郎   | 望月圭介     | 吉田中       | 山道襄一   | 横山金太郎 | 湯浅凡平   | 富島暢夫   |
| 山口県   | 下関   | 林平四郎       |              |              |              |              |              |            |            |            |            |
| 山口県   | 郡部   | 大岡育造       | 山根正次     | 渡辺祐策     | 飯田精一     | 美禰竜彦     | 近藤慶一     | 三隅哲雄   |            |            |            |
| 徳島県   | 徳島   | 武市彰一       |              |              |              |              |              |            |            |            |            |
| 徳島県   | 郡部   | 松島肇         | 生田和平     | 秋田清       | 坂東勘五郎   | 川真田徳三郎 |              |            |            |            |            |
| 香川県   | 高松   | 井戸文四郎     | 丸亀         | 加治寿衛吉   |              |              |              |            |            |            |            |
| 香川県   | 郡部   | 三土忠造       | 小西和       | 大林森次郎   | 松田三徳     | 林毅陸       |              |            |            |            |            |
| 愛媛県   | 松山   | 尾崎敬義       |              |              |              |              |              |            |            |            |            |
| 愛媛県   | 郡部   | 村松恒一郎     | 河上哲太     | 成田栄信     | 古谷久綱     | 政尾藤吉     | 藤野正年     | 押川方義   |            |            |            |
| 高知県   | 高知   | 中野寅次郎     |              |              |              |              |              |            |            |            |            |
| 高知県   | 郡部   | 竹内明太郎     | 白石直治     | 仙石貢       | 富田幸次郎   | 石本鏆太郎   |              |            |            |            |            |
| 福岡県   | 福岡   | 松永安左エ門   | 久留米       | 大藪房次郎   | 門司         | 毛里保太郎   | 小倉         | 友枝梅次郎 |            |            |            |
| 福岡県   | 郡部   | 赤間嘉之吉     | 大内暢三     | 蔵内次郎作   | 山内範造     | 野田卯太郎   | 吉原正隆     | 河波荒次郎 | 佐々木正蔵 | 森田正路   | 山口恒太郎 |
| 佐賀県   | 佐賀   | 武富時敏       |              |              |              |              |              |            |            |            |            |
| 佐賀県   | 郡部   | 石川又八       | 川原茂輔     | 南里琢一     | 井原喜代太郎 | 西英太郎     |              |            |            |            |            |
| 長崎県   | 長崎   | 小川寅六       |              |              |              |              |              |            |            |            |            |
| 長崎県   | 郡部   | 橋本喜造       | 牧山耕蔵     | 中倉万次郎   | 則元由庸     | 本田恒之     | 臼井哲夫     | 対馬       | 秋田寅之介 |            |            |
| 熊本県   | 熊本   | 山田珠一       |              |              |              |              |              |            |            |            |            |
| 熊本県   | 郡部   | 井島義雄       | 原田十衛     | 江藤哲蔵     | 安達謙蔵     | 行徳健男     | 岩佐善太郎   | 岡辰喜     | 平山岩彦   |            |            |
| 大分県   | 全県   | 元田肇         | 松田源治     | 一宮房治郎   | 木下謙次郎   | 津末良介     | 箕浦勝人     |            |            |            |            |
| 宮崎県   | 全県   | 長峰与一       | 肥田景之     | 陣軍吉       | 松浦与三郎   |              |              |            |            |            |            |
| 鹿児島県 | 鹿児島 | 床次竹二郎     |              |              |              |              |              |            |            |            |            |
| 鹿児島県 | 郡部   | 西村種礼       | 萩亮         | 児玉好熊     | 神川長久     | 志々目藤彦   | 奥田栄之進   | 中村静興   | 大島       | 林為良     |            |
| 沖縄県   | 全県   | 護得久朝惟     | 我如古楽一郎 |              |              |              |              |            |            |            |            |

#### 補欠当選等
立憲政友会   憲政会   立憲国民党   中立 
| 年                                                                                    | 月日  | 選挙区            | 選出                | 新旧別 | 当選者     | 所属党派   | 欠員           | 所属党派   | 欠員事由             |
| ------------------------------------------------------------------------------------- | ----- | ----------------- | ------------------- | ------ | ---------- | ---------- | -------------- | ---------- | -------------------- |
| 1917                                                                                  | 7.12  | 大阪府郡部        | 繰上補充            | 元     | 井阪光暉   | 立憲政友会 | 本出保太郎     | 中立       | 1917.7.6死去         |
| 1917                                                                                  | 8.6   | 宮城県郡部        | 繰上補充            | 元     | 村松亀一郎 | 憲政会     | 斎藤二郎       | 立憲政友会 | 1917.7.22死去        |
| 1917                                                                                  | 10.10 | 栃木県郡部        | 繰上補充            | 新     | 秋山金也   | 立憲政友会 | 戸叶薫雄       | 憲政会     | 1917.9.26死去        |
| 1917                                                                                  | 10.18 | 岡山県郡部        | 繰上補充            | 新     | 赤木亀一   | 中立       | 石黒涵一郎     | 中立       | 1917.10.3死去        |
| 1917                                                                                  | 10.28 | 小樽区            | 繰上補充            | 新     | 寺田省帰   | 立憲政友会 | 金子元三郎     | 憲政会     | 1917.10.13選挙法違反 |
| 1917                                                                                  | 11.1  | 富山県郡部        | 更正決定            | 新     | 石原正太郎 | 中立       | 森丘覚平       | 憲政会     | 1917.10.19当選無効   |
| 1917                                                                                  | 11.8  | 埼玉県            | 繰上補充            | 元     | 綾部惣兵衛 | 憲政会     | 高木利平       | 憲政会     | 1917.10.24辞職       |
| 1917                                                                                  | 12.5  | 若松市            | 更正決定            | 元     | 柴四朗     | 憲政会     | 白井新太郎     | 中立       | 1917.11.10当選無効   |
| 1917                                                                                  | 12.18 | 千葉県            | 再選挙              | 元     | 鵜澤總明   | 立憲政友会 | 鵜澤總明       | 立憲政友会 | 1917.12.8選挙無効    |
| 1917                                                                                  | 12.18 | 千葉県            | 再選挙              | 元     | 吉植庄一郎 | 立憲政友会 | 吉植庄一郎     | 立憲政友会 | 1917.12.8選挙無効    |
| 1917                                                                                  | 12.18 | 千葉県            | 再選挙              | 元     | 木村政次郎 | 立憲政友会 | 木村政次郎     | 立憲政友会 | 1917.12.8選挙無効    |
| 1917                                                                                  | 12.18 | 千葉県            | 再選挙              | 元     | 関和知     | 憲政会     | 関和知         | 憲政会     | 1917.12.8選挙無効    |
| 1917                                                                                  | 12.18 | 千葉県            | 再選挙              | 元     | 柏原文太郎 | 立憲国民党 | 津田毅一       | 中立       | 1917.12.8選挙無効    |
| 1917                                                                                  | 12.18 | 千葉県            | 再選挙              | 元     | 鵜沢宇八   | 憲政会     | 鵜沢宇八       | 憲政会     | 1917.12.8選挙無効    |
| 1917                                                                                  | 12.18 | 千葉県            | 再選挙              | 元     | 磯野敬     | 立憲政友会 | 柏原文太郎     | 立憲国民党 | 1917.12.8選挙無効    |
| 1917                                                                                  | 12.18 | 千葉県            | 再選挙              | 元     | 鈴木久次郎 | 憲政会     | 磯野敬         | 立憲政友会 | 1917.12.8選挙無効    |
| 1917                                                                                  | 12.18 | 千葉県            | 再選挙              | 元     | 土屋清三郎 | 立憲政友会 | 加瀬禧逸       | 中立       | 1917.12.8選挙無効    |
| 1917                                                                                  | 12.18 | 千葉県            | 再選挙              | 元     | 津田毅一   | 中立       | 土屋清三郎     | 中立       | 1917.12.8選挙無効    |
| 1918                                                                                  | 2.12  | 高知県郡部        | 更正決定            | 元     | 岡田栄     | 立憲政友会 | 石本鏆太郎     | 憲政会     | 1918.2.7当選無効     |
| 1918                                                                                  | 2.28  | 大津市            | 更正決定            | 元     | 西川太治郎 | 憲政会     | 吉村鉄之助     | 中立       | 1918.2.22当選無効    |
| 1918                                                                                  | 3.6   | 岐阜県郡部        | 繰上補充            | 新     | 武藤嘉門   | 憲政会     | 永田吉右衛門   | 憲政会     | 1918.2.26死去        |
| 1918                                                                                  | 4.15  | 徳島県郡部        | 繰上補充            | 新     | 高島兵吉   | 立憲国民党 | 坂東勘五郎     | 立憲政友会 | 1918.3.23死去        |
| 1918                                                                                  | 4.19  | 熊本県郡部        | 繰上補充            | 新     | 大谷高寛   | 憲政会     | 岡辰喜         | 憲政会     | 1918.4.1辞職         |
| 1918                                                                                  | 5.18  | 愛知県郡部        | 補欠選挙            | 新     | 内藤伝禄   | 憲政会     | 大島久満次     | 立憲政友会 | 1918.4.27死去        |
| 1918                                                                                  | 6.8   | 岩手県郡部        | 補欠選挙            | 新     | 佐藤喜八   | 立憲政友会 | 阿部徳三郎     | 立憲政友会 | 1918.5.14死去        |
| 1918                                                                                  | 6.17  | 奈良県郡部        | 補欠選挙            | 新     | 福本寅松   | 立憲政友会 | 上島長久       | 憲政会     | 1918.5.18死去        |
| 1918                                                                                  | 6.26  | 函館外 三支庁管内 | 補欠選挙            | 新     | 前田卯之助 | 憲政会     | 吉田三郎右衛門 | 中立       | 1918.5.27死去        |
| 1918                                                                                  | 9.3   | 埼玉県            | 補欠選挙            | 元     | 長島隆二   | 中立       | 福田辰五郎     | 中立       | 1918.8.5死去         |
| 1918                                                                                  | 10.23 | 若松市            | 再選挙              | 元     | 柴四朗     | 憲政会     | 柴四朗         | 憲政会     | 1918.9.30選挙無効    |
| 1918                                                                                  | 12.7  | 山梨県郡部        | 補欠選挙            | 新     | 穴水要七   | 立憲政友会 | 牛田唯一       | 立憲政友会 | 1918.11.2死去        |
| 1918                                                                                  | 12.22 | 徳島県郡部        | 補欠選挙            | 新     | 原田佐之治 | 立憲政友会 | 川真田徳三郎   | 中立       | 1918.11.22死去       |
| 1919                                                                                  | 3.4   | 愛媛県郡部        | 補欠選挙            | 新     | 岩崎一高   | 立憲政友会 | 古谷久綱       | 立憲政友会 | 1919.2.12死去        |
| 1919                                                                                  | 3.17  | 愛知県郡部        | 補欠選挙の 繰上補充 | 新     | 大島宇吉   | 立憲政友会 | 奥村三樹之助   | 立憲政友会 | 1919.3.11辞職        |
| 1919                                                                                  | 3.21  | 高知県郡部        | 補欠選挙            | 元     | 濱口雄幸   | 憲政会     | 白石直治       | 立憲政友会 | 1919.2.17死去        |
| 1919                                                                                  | 6.16  | 沖縄県            | 繰上補充            | 元     | 岸本賀昌   | 中立       | 我如古楽一郎   | 中立       | 1919.5.14選挙法違反  |
| 1919                                                                                  | 8.10  | 熊本県郡部        | 補欠選挙            | 元     | 尾越辰雄   | 憲政会     | 江藤哲蔵       | 立憲政友会 | 1919.6.24死去        |
| 1919                                                                                  | 10.3  | 宮城県郡部        | 補欠選挙            | 元     | 菅原傳     | 立憲政友会 | 小山東助       | 憲政会     | 1919.8.25死去        |
| 1919                                                                                  | 10.8  | 神戸市            | 補欠選挙            | 新     | 砂田重政   | 立憲国民党 | 野添宗三       | 立憲国民党 | 1919.8.28死去        |
| 1919                                                                                  | 11.27 | 奈良県郡部        | 補欠選挙            | 新     | 片山太郎   | 立憲国民党 | 中山梅治郎     | 立憲国民党 | 1919.10.24死去       |
| 1919                                                                                  | 12.23 | 隠岐              | 繰上補充            | 新     | 佐々木武生 | 中立       | 古川清         | 中立       | 1919.11.29選挙法違反 |
| 1920                                                                                  | 1.16  | 奈良県郡部        | 補欠選挙の 繰上補充 | 元     | 松本強二   | 立憲国民党 | 福本寅松       | 立憲政友会 | 1919.12.29死去       |
| 1920                                                                                  | 1.16  | 松江市            | 補欠選挙            | 新     | 桑原羊次郎 | 中立       | 岡崎運兵衛     | 憲政会     | 1919.12.17死去       |
| 1920                                                                                  | 1.29  | 大阪市            | 補欠選挙            | 新     | 板野友造   | 立憲国民党 | 白河次郎       | 立憲国民党 | 1919.12.25死去       |
| 出典：衆議院・参議院編『議会制度百年史 - 院内会派編衆議院の部』大蔵省印刷局、1990年。 |       |                   |                     |        |            |            |                |            |                      |

### 初当選
計131名
立憲政友会
57名
- 伊東重（弘前市）
- 鳴海文四郎（青森県郡部）
- 阿部武智雄（青森県郡部）
- 池田亀治（秋田県郡部）
- 高橋本吉（秋田県郡部）
- 高橋辰二（山形県郡部）
- 斎藤紀一（山形県郡部）
- 大石五郎（山形県郡部）
- 八田宗吉（福島県郡部）
- 高岡唯一郎（福島県郡部）
- 石射文五郎（福島県郡部）
- 宮本逸三（茨城県郡部）

- 鈴木錠蔵（茨城県郡部）
- 上野松次郎（宇都宮市）
- 渡辺陳平（栃木県郡部）
- 土谷全次（高崎市）
- 今井今助（群馬県郡部）
- 福田辰五郎（埼玉県）
- 木村政次郎（千葉県）
- 磯野敬（千葉県）
- 赤尾彦作（神奈川県郡部）
- 生原忠右衛門（山梨県郡部）
- 磯部尚（東京市）
- 前田米蔵（東京府郡部）

- 高見之通（富山市）
- 菅野伝右衛門（高岡市）
- 柳原九兵衛（福井県郡部）
- 諏訪部庄左衛門（長野市）
- 南沢宇忠治（長野県郡部）
- 小田切磐太郎（長野県郡部）
- 百瀬清治（長野県郡部）
- 北井波治目（静岡県郡部）
- 気賀勘重（静岡県郡部）
- 瀧正雄（愛知県郡部）
- 小山温（愛知県郡部）
- 奥村三樹之助（愛知県郡部）

- 中村喜平（滋賀県郡部）
- 長田桃蔵（京都府郡部）
- 隅田豊吉（和歌山県郡部）
- 奥田亀造（鳥取県郡部）
- 生田和平（徳島県郡部）
- 河上哲太（愛媛県郡部）
- 藤野正年（愛媛県郡部）
- 中野寅次郎（高知市）
- 赤間嘉之吉（福岡県郡部）
- 森田正路（福岡県郡部）
- 山口恒太郎（福岡県郡部）
- 牧山耕蔵（長崎県郡部）

- 秋田寅之介（対馬）
- 井島義雄（熊本県郡部）
- 一宮房治郎（大分県）
- 長峰与一（宮崎県）
- 陣軍吉（宮崎県）
- 西村種礼（鹿児島県郡部）
- 萩亮（鹿児島県郡部）
- 神川長久（鹿児島県郡部）
- 林為良（大島）

憲政会
24名
- 川村精之（岩手県郡部）
- 長島律太郎（埼玉県）
- 河西豊太郎（山梨県郡部）
- 横山勝太郎（東京市）
- 三木武吉（東京市）

- 桜井庄平（新潟県郡部）
- 牧口義矩（新潟県郡部）
- 永田吉右衛門（岐阜県郡部）
- 松岡勝太郎（岐阜県郡部）
- 鈴木富士彌（静岡県郡部）

- 日比野寛（愛知県郡部）
- 井島茂作（四日市市）
- 片木政治郎（大阪府郡部）
- 唐端清太郎（兵庫県郡部）
- 正木照蔵（兵庫県郡部）

- 上村耕作（奈良市）
- 上島長久（奈良県郡部）
- 井戸文四郎（高松市）
- 松田三徳（香川県郡部）
- 河波荒次郎（福岡県郡部）

- 石川又八（佐賀県郡部）
- 橋本喜造（長崎県郡部）
- 行徳健男（熊本県郡部）
- 岩佐善太郎（熊本県郡部）

立憲国民党
9名
- 近藤達児（福島県郡部）
- 野口孝治（新潟県郡部）
- 植原悦二郎（長野県郡部）
- 牧野鉄九郎（岐阜県郡部）
- 堀川美哉（三重県郡部）

- 白河次郎（大阪市）
- 高松正道（大阪府郡部）
- 土井権大（兵庫県郡部）
- 高戸郁三（岡山県郡部）

中立
41名
- 佐々木平次郎（函館区）
- 吉田三郎右衛門（函館外三支庁管内）
- 関原弥里（山形県郡部）
- 白井新太郎（若松市）
- 石川玄三（栃木県郡部）
- 平田健太郎（前橋市）
- 田島達策（群馬県郡部）
- 児玉右二（群馬県郡部）
- 津田毅一（千葉県）
- 土屋清三郎（千葉県）
- 小塩八郎右衛門（神奈川県郡部）

- 中川隣之輔（神奈川県郡部）
- 若尾璋八（甲府市）
- 金杉英五郎（東京市）
- 松井文太郎（福井市）
- 横井藤四郎（福井県郡部）
- 越山太刀三郎（津市）
- 佃安之丞（三重県郡部）
- 吉村鉄之助（大津市）
- 吉田羊治郎（滋賀県郡部）
- 小川郷太郎（京都市）
- 神谷卓男（京都府郡部）

- 上田弥兵衛（大阪市）
- 今井嘉幸（大阪市）
- 河野徹志（大阪市）
- 松本誠之（兵庫県郡部）
- 頭本元貞（鳥取県郡部）
- 古川清（隠岐）
- 森本是一郎（広島県郡部）
- 吉田中（広島県郡部）
- 近藤慶一（山口県郡部）
- 松島肇（徳島県郡部）
- 大林森次郎（香川県郡部）

- 尾崎敬義（松山市）
- 押川方義（愛媛県郡部）
- 松永安左エ門（福岡市）
- 大藪房次郎（久留米市）
- 小川寅六（長崎市）
- 松浦与三郎（宮崎県）
- 中村静興（鹿児島県郡部）
- 我如古楽一郎（沖縄県）

### 返り咲き・復帰
計61名
立憲政友会
39名
- 東武（札幌外八支庁管内）
- 工藤卓爾（青森市）
- 高橋嘉太郎（岩手県郡部）
- 岩崎総十郎（仙台市）
- 斎藤二郎（宮城県郡部）
- 沢来太郎（宮城県郡部）
- 遠藤良吉（宮城県郡部）
- 田中隆三（秋田市）
- 戸狩権之助（山形市）
- 熊谷直太（山形県郡部）

- 小山田信蔵（水戸市）
- 尾見浜五郎（茨城県郡部）
- 斎藤寿雄（群馬県郡部）
- 粕谷義三（埼玉県）
- 若尾幾造（横浜市）
- 漆昌巌（東京府郡部）
- 関矢儀八郎（新潟市）
- 丸山嵯峨一郎（新潟県郡部）
- 広瀬鎮之（富山県郡部）
- 米田穣（石川県郡部）

- 熊谷五右衛門（福井県郡部）
- 工藤善助（長野県郡部）
- 佐々木文一（岐阜県郡部）
- 岩崎勲（静岡県郡部）
- 天春文衛（三重県郡部）
- 坪田十郎（神戸市）
- 八木逸郎（奈良県郡部）
- 中村啓次郎（和歌山県郡部）
- 恒松隆慶（島根県郡部）
- 小川蔵次郎（島根県郡部）

- 島田俊雄（島根県郡部）
- 福井三郎（岡山県郡部）
- 井上角五郎（広島県郡部）
- 富島暢夫（広島県郡部）
- 大岡育造（山口県郡部）
- 渡辺祐策（山口県郡部）
- 毛里保太郎（門司市）
- 友枝梅次郎（小倉市）
- 野田卯太郎（福岡県郡部）

憲政会
9名
- 平島松尾（福島県郡部）
- 鵜沢宇八（千葉県）
- 竹村良貞（新潟県郡部）
- 森秀次（大阪府郡部）
- 大森与三次（姫路市）

- 臼田久内（鳥取市）
- 武市彰一（徳島市）
- 佐々木正蔵（福岡県郡部）
- 平山岩彦（熊本県郡部）

立憲国民党
5名
- 大口喜六（愛知県郡部）
- 今村勤三（奈良県郡部）
- 有森新吉（岡山市）
- 村松恒一郎（愛媛県郡部）
- 大内暢三（福岡県郡部）

中立
8名
- 松本剛吉（神奈川県郡部）
- 堀尾茂助（愛知県郡部）
- 北田豊三郎（堺市）
- 本出保太郎（大阪府郡部）
- 石黒涵一郎（岡山県郡部）

- 飯田精一（山口県郡部）
- 美禰竜彦（山口県郡部）
- 秋田清（徳島県郡部）

### 引退・不出馬・落選
計191名
立憲政友会
42名
- 高杉金作（青森県郡部）
- 加藤宇兵衛（青森県郡部）
- 平井六右衛門（岩手県郡部）
- 菅原傳（宮城県郡部）
- 犬塚勝太郎（山形県郡部）
- 細梅三郎（山形県郡部）
- 白井遠平（福島県郡部）
- 大芝惣吉（福島県郡部）
- 村山金平（宇都宮市）
- 葉住利蔵（群馬県郡部）

- 長島鷲太郎（千葉県）
- 佐藤政五郎（神奈川県郡部）
- 杉山四五郎（神奈川県郡部）
- 森久保作蔵（東京府郡部）
- 川上栄太郎（新潟県郡部）
- 木津太郎平（高岡市）
- 谷欽太郎（富山県郡部）
- 名村忠治（福井県郡部）
- 小坂順造（長野県郡部）
- 玉井権右衛門（長野県郡部）

- 塩川幸太（長野県郡部）
- 池田猪三次（静岡県郡部）
- 野尻岩次郎（京都府郡部）
- 植場平（大阪府郡部）
- 岩崎幸治郎（大阪府郡部）
- 堀豊彦（兵庫県郡部）
- 岩本平蔵（奈良県郡部）
- 浜本義顕（鳥取市）
- 西谷金蔵（鳥取県郡部）
- 西野謙四郎（徳島県郡部）

- 田中定吉（高松市）
- 渡邊修（愛媛県郡部）
- 堀三太郎（福岡県郡部）
- 富安保太郎（福岡県郡部）
- 永江純一（福岡県郡部）
- 安部熊之輔（福岡県郡部）
- 横山寅一郎（長崎県郡部）
- 宗像政（熊本県郡部）
- 小森雄介（宮崎県）
- 河野庄太郎（鹿児島市）

- 武満義雄（鹿児島県郡部）
- 平田禎（鹿児島県郡部）

憲政会
112名
- 平出喜三郎（函館区）
- 五十嵐佐市（札幌外八支庁管内）
- 阿部勇治（岩手県郡部）
- 村松山寿（仙台市）
- 村松亀一郎（宮城県郡部）
- 首藤陸三（宮城県郡部）
- 井上広居（秋田市）
- 伊藤恭之助（秋田県郡部）
- 江口勝之助（山形県郡部）
- 竹村欽次郎（山形県郡部）
- 中野悌治（山形県郡部）
- 柴四朗（若松市）
- 長沢倉吉（福島県郡部）
- 市原又次郎（福島県郡部）
- 鈴木寅彦（福島県郡部）
- 平山午介（水戸市）
- 石橋茂（茨城県郡部）
- 初見八郎（茨城県郡部）
- 横尾輝吉（栃木県郡部）
- 大久保源吾（栃木県郡部）
- 大隈信常（前橋市）
- 矢島八郎（高崎市）
- 須藤嘉吉（群馬県郡部）
- 根岸峮太郎（群馬県郡部）
- 綾部惣兵衛（埼玉県）
- 福田又一（埼玉県）
- 榎本次郎右衛門（千葉県）
- 鈴木久次郎（千葉県）

- 小林勝民（千葉県）
- 中村尚武（千葉県）
- 平沼亮三（横浜市）
- 山宮藤吉（神奈川県郡部）
- 川井考策（神奈川県郡部）
- 市川文蔵（山梨県郡部）
- 根津嘉一郎（山梨県郡部）
- 今井喜八（東京市）
- 江間俊一（東京市）
- 鈴木万次郎（東京市）
- 守屋此助（東京府郡部）
- 斎藤喜十郎（新潟市）
- 飯塚弥一郎（新潟県郡部）
- 鳥居鍗次郎（新潟県郡部）
- 目黒孝平（新潟県郡部）
- 中野貫一（新潟県郡部）
- 関野善次郎（富山市）
- 田中喜太郎（石川県郡部）
- 八田裕二郎（福井市）
- 山口嘉七（福井県郡部）
- 大橋松二郎（福井県郡部）
- 大沢辰次郎（長野市）
- 矢島浦太郎（長野県郡部）
- 風間礼助（長野県郡部）
- 坂口拙三（岐阜県郡部）
- 岡崎久次郎（岐阜県郡部）
- 安田伊左衛門（岐阜県郡部）
- 大場竹次郎（岐阜県郡部）

- 岩崎彦雄（静岡県郡部）
- 大岩勇夫（愛知県郡部）
- 小林仲次（愛知県郡部）
- 織田了（愛知県郡部）
- 早川龍介（愛知県郡部）
- 伊藤義平（愛知県郡部）
- 森田小六郎（愛知県郡部）
- 松本恒之助（津市）
- 加賀卯之吉（三重県郡部）
- 辻寛（三重県郡部）
- 西川太治郎（大津市）
- 島田保之助（滋賀県郡部）
- 加藤小太郎（京都市）
- 津原武（京都府郡部）
- 谷口武兵衛（大阪市）
- 川井為巳（大阪府郡部）
- 西田為之（大阪府郡部）
- 田村新吉（神戸市）
- 肥塚龍（兵庫県郡部）
- 鹿島秀麿（兵庫県郡部）
- 米田実（奈良市）
- 森正（奈良県郡部）
- 福井三郎（奈良県郡部）
- 小山谷蔵（和歌山県郡部）
- 保科陽治（島根県郡部）
- 遠藤嘉右衛門（島根県郡部）
- 安東敏之（岡山県郡部）
- 金尾稜厳（広島県郡部）

- 宮原幸三郎（広島県郡部）
- 龍口了信（広島県郡部）
- 福田民平（山口県郡部）
- 硲俊聡（山口県郡部）
- 雑賀信三郎（山口県郡部）
- 瀧口吉良（山口県郡部）
- 須見千次郎（徳島県郡部）
- 田淵貞四郎（香川県郡部）
- 増田穣三（香川県郡部）
- 武内作平（愛媛県郡部）
- 今西林三郎（愛媛県郡部）
- 清水隆徳（愛媛県郡部）
- 濱口雄幸（高知市）
- 奥村七郎（福岡市）
- 浅野陽吉（久留米市）
- 石田平吉（門司市）
- 大原義剛（福岡県郡部）
- 的野半介（福岡県郡部）
- 豊増竜次郎（佐賀市）
- 岡部政太郎（長崎市）
- 田川大吉郎（長崎県郡部）
- 浦瀬済之（対馬）
- 井手三郎（熊本県郡部）
- 三津家伝之（熊本県郡部）
- 尾越辰雄（熊本県郡部）
- 森環（大分県）
- 三浦得一郎（宮崎県）
- 木尾虎之助（鹿児島県郡部）

立憲国民党
7名
- 中村千代松（秋田県郡部）
- 相島勘次郎（茨城県郡部）
- 高柳覚太郎（静岡県郡部）
- 池田寅治郎（岡山県郡部）
- 藤原元太郎（岡山県郡部）

- 山谷虎三（岡山県郡部）
- 佐々木安五郎（山口県郡部）

中立
30名
- 菊池武徳（弘前市）
- 大坂金助（青森市）
- 大場茂馬（山形市）
- 小林丑三郎（群馬県郡部）
- 長島隆二（埼玉県）
- 大木喬命（甲府市）
- 秋山定輔（東京市）
- 増田次郎（静岡県郡部）
- 九鬼紋七（四日市市）
- 重盛信近（三重県郡部）

- 西田庄助（滋賀県郡部）
- 加藤彰廉（大阪市）
- 金沢種次郎（大阪市）
- 石橋為之助（大阪市）
- 大西五一郎（堺市）
- 丸山芳介（姫路市）
- 多木久米次郎（兵庫県郡部）
- 木村平右衛門（和歌山県郡部）
- 本田親清（鳥取県郡部）
- 原本大三郎（島根県郡部）

- 渡辺新太郎（隠岐）
- 有田温三（広島県郡部）
- 青木磐雄（徳島市）
- 三木与吉郎（徳島県郡部）
- 高野金重（松山市）
- 飯森辰次郎（小倉市）
- 吉田磯吉（福岡県郡部）
- 高山真平（宮崎県）
- 田中省三（大島）
- 岸本賀昌（沖縄県）